# Джексон (Нью-Йорк)
Джексон (англ. Jackson) — місто (англ. town) в США, в окрузі Вашингтон штату Нью-Йорк. Населення — 1723 особи (2020).

## Демографія
Згідно з переписом 2010 року, у місті мешкало 1800 осіб у 759 домогосподарствах у складі 516 родин. Було 1162 помешкання
Расовий склад населення:
| - 96,6 % — білих - 1,4 % — чорних або афроамериканців - 0,3 % — азіатів - 0,1 % — корінних американців |

До двох чи більше рас належало 1,4 %. Частка іспаномовних становила 1,5 % від усіх жителів.
За віковим діапазоном населення розподілялося таким чином: 18,9 % — особи молодші 18 років, 62,8 % — особи у віці 18—64 років, 18,3 % — особи у віці 65 років та старші. Медіана віку мешканця становила 46,9 року. На 100 осіб жіночої статі у місті припадало 104,8 чоловіків;  на 100 жінок у віці від 18 років та старших — 104,1 чоловіків також старших 18 років.
Середній дохід на одне домашнє господарство  становив 66 281 долар США (медіана — 57 404), а середній дохід на одну сім'ю — 79 325 доларів (медіана — 67 250). Медіана доходів становила 46 023 долари для чоловіків та 34 000 доларів для жінок. За межею бідності перебувало 5,2 % осіб, у тому числі 3,9 % дітей у віці до 18 років та 5,8 % осіб у віці 65 років та старших.
Цивільне працевлаштоване населення становило 855 осіб. Основні галузі зайнятості: освіта, охорона здоров'я та соціальна допомога — 24,7 %, виробництво — 17,5 %, роздрібна торгівля — 10,5 %, сільське господарство, лісництво, риболовля — 9,4 %.